# Pâclele, Buzău
Pâclele este un sat în comuna Berca din județul Buzău, Muntenia, România. Se află pe malul stâng al râului Buzău în zona Subcarpaților de Curbură, în depresiunea Policiori, în apropierea rezervației Vulcanii Noroioși.
1. ↑   (PDF) https://primariaberca.ro/wp-content/uploads/2017/09/Strategia-de-dezvoltare-2010-2025-a-comunei-Berca.pdf Lipsește sau este vid: |title= (ajutor)